# Edmund Harold Sedding
Edmund Harold Sedding (1863 - 21 février 1921), souvent appelé EH Sedding, est un architecte anglais qui exerce dans le Devon et les Cornouailles.

## Biographie
Il est né en 1863 à Pimlico , Londres, le fils d'Edmund Sedding (en) et le neveu de J.D. Sedding (en). Il est stagiaire chez son oncle et initialement employé par lui, puis créé son propre cabinet indépendant à Plymouth en 1891. Il obtient la médaille RA en 1884, la médaille RIBA l'année suivante, la bourse de voyage RA en 1886 et la médaille Pugin en 1887. Il publie l'architecture normande en Cornouailles (1909).
Sedding aide les sœurs Pinwill à devenir d'importants sculpteurs sur bois d'église dans le Devon et les Cornouailles. Il fait leur connaissance lors de la restauration de l'église Saint-Pierre et Saint-Paul à Ermington dans le Devon, où ils emmes sculptent la chaire. Plus tard, il charge les trois sœurs Mary, Ethel et Violet pour une gamme de travaux dans les deux comtés et grâce à ces commissions créant ses conceptions, elles obtiennent une bonne réputation et sont également employées par d'autres architectes d'église .
Edmund Harold Sedding est mort à Plymouth le 21 février 1921 et est enterré dans le cimetière de l'église St Carantoc, Crantock, Cornouailles.